# Marc Safont

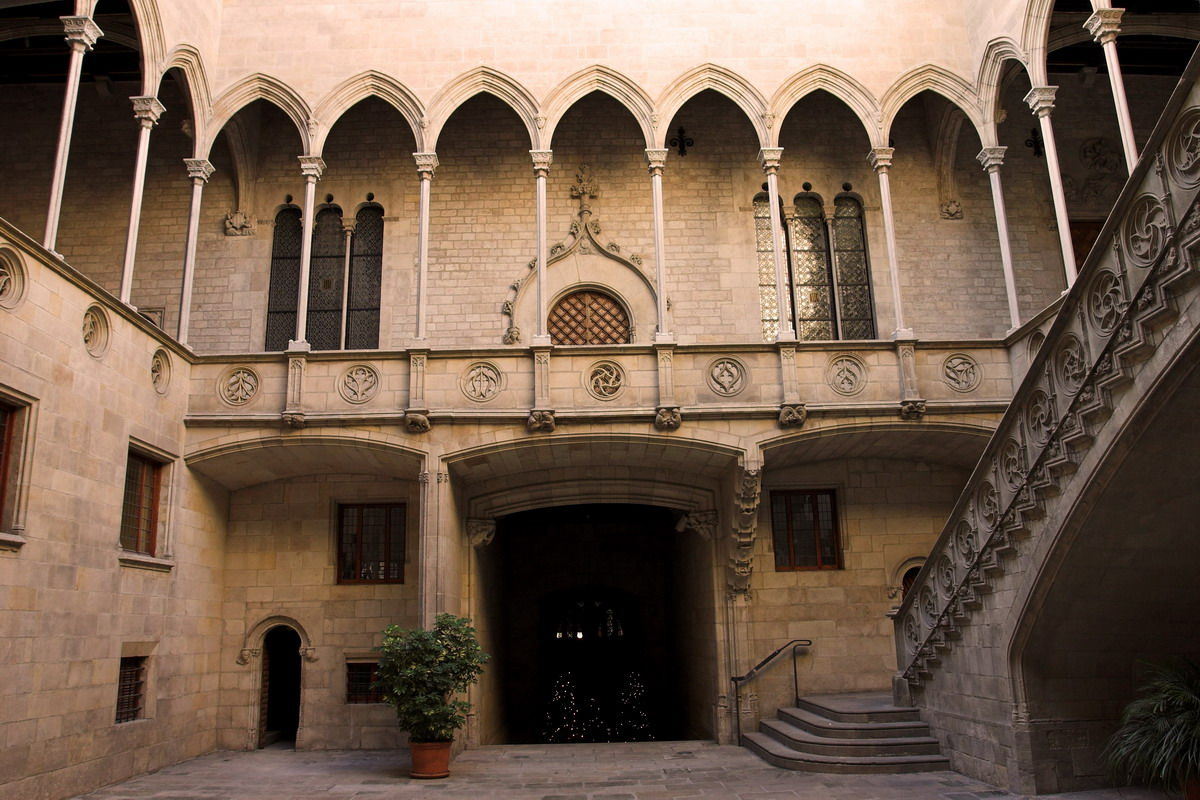
Pati del Palau de la Generalitat de Marc Safont

Marc Safont (1385?-1458) va ser un arquitecte català, considerat un dels més importants de la baixa edat mitjana. La seva família era originària de Sant Agustí de Lluçanès.

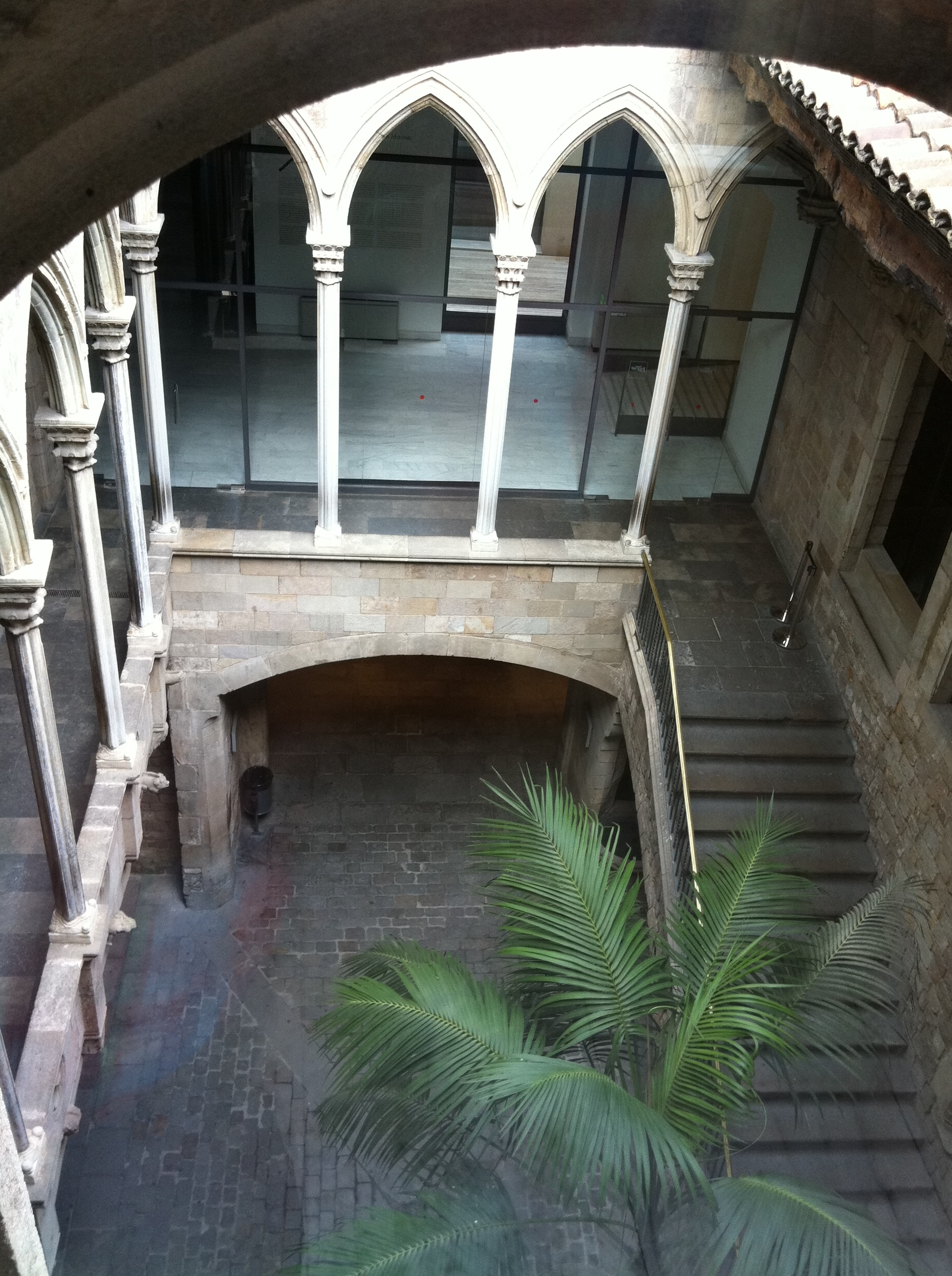
Pati del Palau Berenguer d'Aguilar.

Va treballar com a piquer a la catedral de Barcelona entre 1405 i 1406 però bona part de la seva vida professional està lligada a la Generalitat de Catalunya, d'on va ser mestre major.
Va rebre l'encàrrec d'arranjar (que finalment va ser construir de nou) el primigeni Palau de la Generalitat de Catalunya entre els carrers de Sant Honorat i del Bisbe. En aquesta obra hi treballà intensament fins al 1425. Varen col·laborar amb ell els seus germans, mestres de diverses arts; el fuster Bernat; Joan, tallador de pedra; Pere, mestre de cimbals i courer.
Treballa també en el Palau Berenguer d'Aguilar, actual emplaçament del museu Picasso, a la Llotja de Mar de Barcelona.
L'any 1441 és nomenat mestre major de la Seu de Lleida (tot i que no hi va treballar mai, ja que en el seu lloc hi era el seu esclau Jordi Safont, que va esdevenir mestre major de la Seu de Lleida quan va estar alforrat pel seu senyor l'any 1442). I l'any 1448 construeix la seu de la Generalitat a Perpinyà, l'anomenat Palau de la Generalitat a Perpinyà.
Paral·lelament a la seva professió, va negociar comprant propietats que havien estat dels jueus com ara l'obrador i la sinagoga major, adquirida en 1438. També negociava amb esclaus.
Va estar casat dues vegades i va tenir un fill legitimat fora d'aquests dos matrimonis.